# Rijksmonument 335342
Rijksmonument 335342 omvat een galerij die parallel loopt aan de zuidkant van Brink, Betondorp, Amsterdam-Oost.
De overdekte galerij vormt de verbinding tussen twee gebouwen aan Brink. Enerzijds is gelegen het voormalige Verenigingsgebouw, zelf Rijksmonument 335330, en anderzijds de voormalige Leeszaal en Bibliotheek, Rijksmonument 335336. Het bouwwerk dateert uit de periode 1926-1928 toen er ook gewerkt werd aan genoemde gebouwen. De galerij sluit aan op de toegangsdeuren van beide gebouwen die teruggetrokken van de plaatselijke rooilijn werden gesitueerd. Het bouwwerk is samengesteld uit vloer, borstweringen, aan boven- en onderzijde ingesnoerde kolommen en dak (met verlichting). De galerij heeft in het midden een verlaagd aangelegde onderbreking ten behoeve van de toegang van de achterliggende woningen. Op de vier hoeken van die onderbreking zijn betonnen bloembakken geplaatst in hetzelfde kubistische patroon; bovendien staan er twee kolommen naast elkaar. Galerij en bouwblok kennen een symmetrische opbouw. Aan beide uiteinden van de galerij loopt ze in een stompe hoek voor de ingangen door (één borstwering) en worden zo afgesloten met twee tegeltableaus (zwart-wit). Het ontwerp is afkomstig van architect Dick Greiner en is net als de overige bebouwing aan Brink uitgevoerd in korrelbeton. 
In detail is de symmetrie enigszins verloren gegaan. In de onderdoorgang eindigt het ene deel van de galerij op een trapje; het andere deel op een rolstoeloprit; die zijde is tevens voorzien van een leuning, die de andere kant moet ontberen (toegankelijkheid minder validen voor de bibliotheek). 
Het monumentenregister omschrijft het als een arcade liggend tegenover Brink 13. Deze arcade, normaliter een bogengang, heeft echter kubusvormige kolommen; ze ligt niet tegenover, maar voor Brink 9A tot en met 35. 

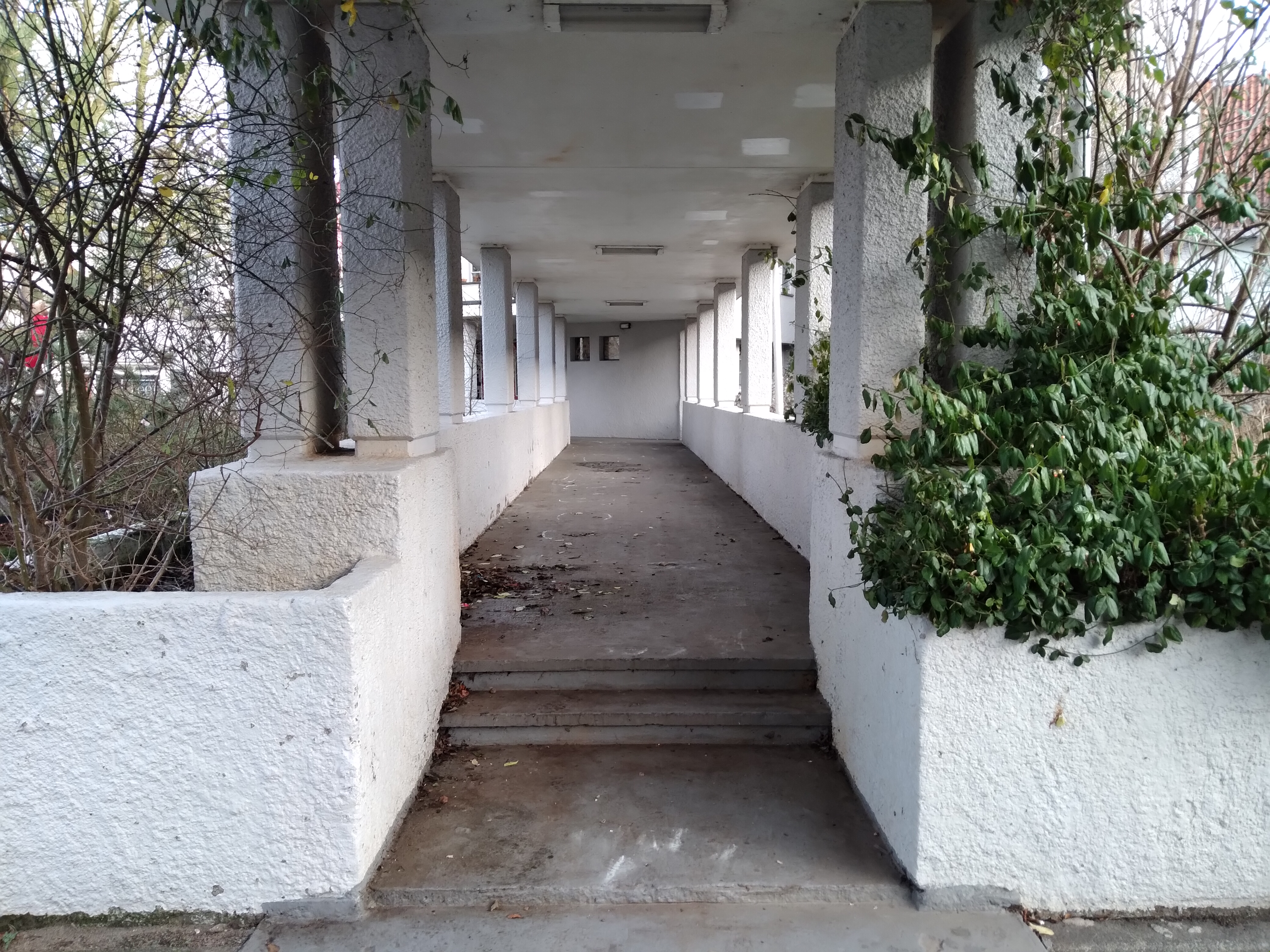
Galerij gezien vanaf de onderdoorgang richting Verenigingsgebouw (trapje, zonder leuning) (januari 2022)

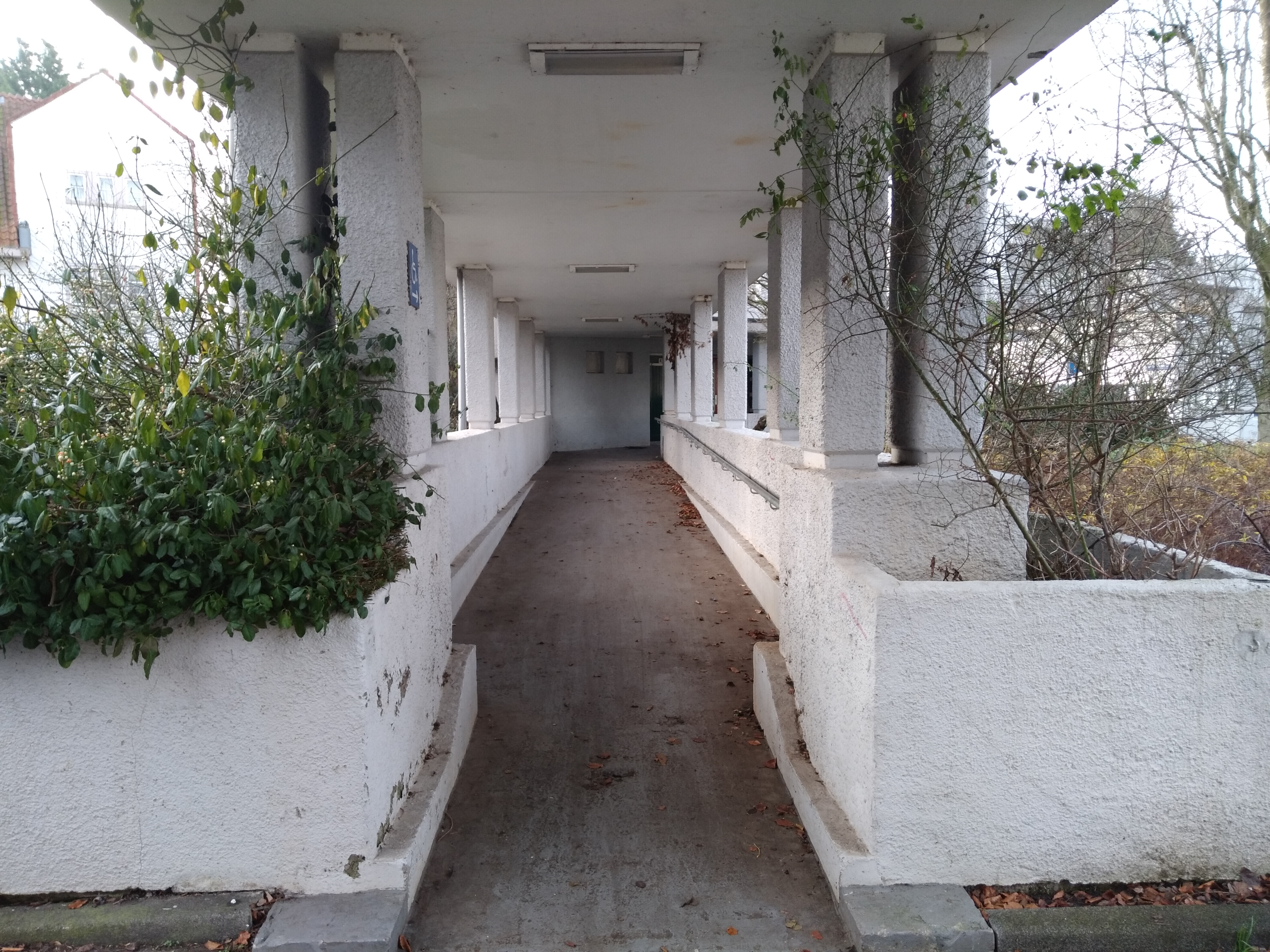
Galerij gezien vanaf de onderdoorgang richting bibliotheek (rolstoeloprit en leuning) (januari 2022)